# Phyllachora schizolobiicola
Phyllachora schizolobiicola är en svampart. Phyllachora schizolobiicola ingår i släktet Phyllachora och familjen Phyllachoraceae.

## Underarter
Arten delas in i följande underarter:
- peltophori
- schizolobiicola